# Matthew Robertson Drennan
Matthew Robertson Drennan (* 22. August 1885 in Galston, East Ayrshire, Schottland; † 27. Juli 1965 in Kapstadt, Südafrika) war ein Anatom und Anthropologe. Von 1913 bis zu seiner Emeritierung im Jahr 1965 lehrte er zunächst an der Medical School des seit 1829 bestehenden South African College, aus dem 1918 die Universität Kapstadt hervorging. Anfangs spezialisiert auf die Erforschung der Embryologie des Menschen, befasste er sich in späteren Jahren auch mit anthropologischen und paläoanthropologischen Themen. Drennan interessierte sich vor allem dafür, wie morphologische Merkmale des Menschen durch Ethnie und Evolution beeinflusst wurden.

## Leben
Matthew Drennan war der Sohn des Farmers Robert Drennan und dessen Ehefrau Jeannie Herries, geborene Robertson. In der Kleinstadt Ayr im Südwesten von Schottland besuchte er die St. Quivox Grundschule, die Ayr Grammar School und die bereits 1233 eröffnete Ayr Academy, eine konfessionell ungebundene High School. An der University of Edinburgh studierte Drennan zunächst vor allem in der Fakultät für Geistes- und Sozialwissenschaften (Arts Faculty) bis zum Master of Arts (1907). Daran schloss sich an der gleichen Universität ein Studium der Medizin an, das er 1910 mit einem Bachelor of Medicine (MB) und einem Bachelor of Surgery (Chirurgie, ChB) abschloss. Kurz darauf erwarb er auch den Doktor-Grad (M.D.), und 1911 wurde er als Wissenschaftlicher Assistent (demonstrator) angestellt; ein Stipendium für Hebammenkunde und Gynäkologie ermöglichte ihm die Fortbildung auf diesem Fachgebiet und sorgte für ein Anstellung als Arzt auf der gynäkologischen Station der Royal Infirmary of Edinburgh, einem Lehrkrankenhaus. 1913 folgte die Aufnahme ins Royal College of Surgeons of Edinburgh. Im gleichen Jahr verließ er Edinburgh um am South African College in Kapstadt als Lecturer tätig zu werden.
Diese Ganztagsanstellung gab er bereits im folgenden Jahr auf, mit dem Ziel, in Aliwal North als niedergelassener Arzt zu praktizieren. Diesem Plan war jedoch kein Erfolg beschieden, denn schon Anfang 1915 wurde er infolge des Kriegsbeginns ins South African Medical Corps einberufen und als Arzt im damaligen Deutsch-Südwestafrika eingesetzt. Nachdem er eine schwere Darmentzündung ausgeheilt hatte und als Invalide vom Militärdienst befreit worden war, kehrte er 1916 ans South African College zurück und übernahm die Vertretung eines Anatomie-Professors, der seinen Militärdienst ableistete. 1919 wurde Matthew Drennan an der Universität Kapstadt zum Professor für Anatomie ernannt: eine Position, die er bis 1965 innehatte.
Brennan war seit 1920 verheiratet mit Susannah Elizabeth Maryna de Wet aus Aliwal North, das Paar hatte eine gemeinsame Tochter. Kennen gelernt hatte sich das spätere Ehepaar bereits 1915 während Brennans wenige Monate andauernder Tätigkeit als niedergelassener Arzt.

## Forschung
Zu Beginn seiner Lehrtätigkeit in Südafrika verfasste Brennan für seine Studenten unter dem gemeinsamen Titel „A short course on …“ drei Einführungen in die Embryologie, die Anthropologie und die Osteologie, die jeweils in mehreren Auflagen gedruckt wurden, später schrieb er ferner Einführungen ins Thema „Stimme und Sprechen“ sowie in die Anatomie des Abdomens und des Beckens. Neben seiner Lehrtätigkeit als Ausbilder von zukünftigen Ärzten im Fach Anatomie befasste Drennan sich mit dem Bau des Herzens beim Strauß, der sich vom Bau bei anderen Vögeln unterscheidet, und er publizierte in den 1920er-Jahren mehrere Facharbeiten über anatomischer Besonderheiten der damals so genannten Buschmänner. Die Befassung mit den indigenen Ethnien Südafrikas weckten sein Interesse für das bereits 1913 entdeckte fossile Schädeldach Boskop 1, dessen Ähnlichkeit mit einem Schädeldach der Khoisan ihm 1925 auffiel und das auch heute noch einem engen Verwandten der frühen Khoisan-Vorfahren zugeschrieben wird. In paläoanthropologischem Fachkreisen bis in die Gegenwart bekannt geblieben ist Brennan allerdings vor allem wegen seiner ausführlichen Beschreibungen des Fossils Saldanha 1 und wegen seiner Beschäftigung mit dem Fossil Florisbad 1.

## Ehrungen (Auswahl)
- 1927 Mitglied der Royal Society of South Africa[1]
- 1928 Mitglied der South African Association for the Advancement of Science[1]
- 1934 Mitglied der Odontological Society of South Africa[1]
- 1955 Ehrenmitglied der Anatomical Society of Great Britain and Ireland[1]
- 1956 Präsident der South African Archaeological Society[1]
- 1958 Ehrendoktorat der Witwatersrand-Universität[1]

## Schriften (Auswahl)
- Embryology: Ist Scopes and Aims. In: South African Medical Record. April 1921, Volltext.
- Some Problems in Medical Science Awaiting Solution in South Africa. In: South African Medical Record. August 1921, Volltext.
- The Place of Disease in Nature. In: South African Medical Record. April 1922, S. 149–154, Volltext.
- A Short Course on Physical Anthropology. Mercantile-Atlas Printing Company, Kapstadt 1924.
- The pudendal parts of the South African Bush race. In: The Medical Journal of South Africa. Band 22, 1926, S. 113–117.
- A Short Course on Human Osteology. Maskew Miller, Ltd., 1928.
- The dentition of a Bushman tribe. In: Annals of the South African Museum. Band 24, 1929, S. 61–87.
- Early Man of Southern Africa. In: The Journal of the Medical Association of S.A. November 1929, S. 631–634, Volltext.
- An Australoid Skull from the Cape Flats. In: The Journal of the Royal Anthropological Institute of Great Britain and Ireland. Band 59, 1929, S. 417–427, doi:10.2307/2843893.
- A South African Human Skull Cap. In: South African Journal of Science. Band 27, 1930, S. 547–548, Volltext.
- A Ground Stone-Axe from a Cape Rock-Shelter. In: Transactions of the Royal Society of South Africa. Band 19, Nr. 1, 1930, S. 54–48, doi:10.1080/00359193009518823.
- L’ordre d’eruption des dents permanentes chez les Boschimans. In: L’Anthropologie. Band 42, 1932, S. 491–495.
- The Florisbad skull and brain cast. In: Transactions of the Royal Society of South Africa. Band 25, Nr. 1, 1937, S. 103–114, doi:10.1080/00359193709519748.
- The Saldanha skull and its associations. In: Nature. Band 172, 1953, S. 791–793, doi:10.1038/172791a0.
- Saldanha Man and his associations. In: American Anthropologist. Band 56, Nr. 5, 1954, S. 879–884, doi:10.1525/aa.1954.56.5.02a00150, Volltext.
- The special features and status of the Saldanha skull. In: American Journal of Physical Anthropology. Band 13, Nr. 4, 1955, S. 625–634, doi:10.1002/ajpa.1330130406, Volltext.
- mit Ronald Singer: A Mandibular Fragment, Probably of the Saldanha Skull. In: Nature. Band 175, 1955, S. 364–365, doi:10.1038/175364a0.
- The Principle of 'Change' in Man and Animals, and the Role of 'Feminism' or Gynomorphism in It. In: The South African Archaeological Bulletin. Band 12, Nr. 45, 1957, S. 3–14. (Presidential Address to S. A. Archaeological Society)
- The role of sex in human evolution. In: South African Medical Journal. Band 32, 1958, S. 1175–1178, Volltext.

## Belege
1. 1 2 3 4 5 6 7 8  S2A3 Biographical Database of Southern African Science: Drennan, Prof Matthew Robertson.
2. ↑  Nachruf in: South African Journal of Science. Band 62, Nr. 4, April 1966, S. 122–125.

| Personendaten    | Personendaten                                                    |
| ---------------- | ---------------------------------------------------------------- |
| NAME             | Drennan, Matthew Robertson                                       |
| ALTERNATIVNAMEN  | Drennan, Matthew R.                                              |
| KURZBESCHREIBUNG | Anatom und Anthropologe an der Universität Kapstadt in Südafrika |
| GEBURTSDATUM     | 22. August 1885                                                  |
| GEBURTSORT       | Galston, East Ayrshire, Schottland                               |
| STERBEDATUM      | 27. Juli 1965                                                    |
| STERBEORT        | Kapstadt, Südafrika                                              |